# ایندیاناپلیس ۵۰۰ ۲۰۲۵
ایندیاناپولیس ۵۰۰ ۲۰۲۵ (با نام تجاری صد و نهمین ایندیاناپولیس ۵۰۰ برگزار شده توسط گین‌بریج) یک مسابقه از فصا ۲۰۲۵ سری مسابقات ایندی‌کار است که قرار است در روز یکشنبه، ۲۵ می ۲۰۲۵، در ایندیاناپولیس موتور اسپیدوی در ایندیاناپلیس برگزار شود. این مسابقه بخشی از فصل ۲۰۲۵ سری مسابقات ان‌تی‌تی ایندی‌کار خواهد بود. این مسابقه برای اولین بار در تاریخ خود از شبکه فاکس نیوز پخش خواهد شد.
جوزف نیوگاردن در دو سال گذشته برنده این مسابقه بوده و با دو برد کپاف برد در این مسابقه است. کایل لارسون مثل سال گذشته در یک رو در دو مسابقه ایندیاناپلیس ۵۰۰ در صبح و کوکا کولا ۶۰۰ در سری مسابقات نسکار را انجام خواهد داد، لارسون در سال ۲۰۲۴ به دلیل تأخیر ۴ ساعته ناشی از شرایط آب و هوایی نتوانست این کار را انجام دهد، ایندیاناپلیس ۵۰۰ ۲۰۲۴ با تأخیر شروع شد و لارسون به شروع مسابقه کوکا کولا ۶۰۰ نرسید اما با حضور و در اواخر مسابقه آن مسابقه نیز به دلیل شرایط آب و هوایی لغو و کنسل شد تا تاریخ سازی کایل لارسون به سال ۲۰۲۵ به تعویق بیافتد.
مسابقه سال ۲۰۲۵ اولین سالی خواهد بود که خودروها از پیشرانه‌های سیستم بازیابی انرژی هیبریدی در سری ایندی‌کار است. پیشرانه‌های جدید ERC برای اولین بار در این سری مسابقات در ژوئیه ۲۰۲۴ در مسابقه مید-اوهایو معرفی شدند. همچنین مسابقه سال ۲۰۲۵، یکی‌مانده به آخرین مسابقه ایندی‌کار ۵۰۰ با استفاده از شاسی نسخه دالارا DW12 UAK-18 خواهد بود که از سال ۲۰۱۲ (نسخه اصلی) و ۲۰۱۸ (نسخه UAK-18) تاکنون استفاده شده است.

## پیش زمینه
ایندیاناپولیس ۵۰۰ که معمولاً به نام ایندی ۵۰۰ شناخته می‌شود، در پیست موتور اسپیدوی ایندیاناپولیس برگزار می‌شود که یک پیست بیضی آسفالت شده به طول ۲٫۵-مایل (۴٫۰۲-کیلومتر) است. این مسابقه برای اولین بار در سال ۱۹۱۱ برگزار شد و در حال حاضر یکی از مسابقات تقویم سری ایندی‌کار است. این رویداد توسط خودروهای «ایندی» برگزار می‌شود، که نوعی فرمول از خودروهای حرفه‌ای یک‌نفره با کابین باز و چرخ‌های باز و مخصوص مسابقه است. این مسابقه معتبرترین رویداد تقویم ایندی‌کار و یکی از قدیمی‌ترین و مهم‌ترین مسابقات اتومبیل‌رانی در جهان به‌شمار می‌رود. به‌طور سنتی، تعداد شرکت‌کنندگان در این مسابقه ۳۳ خودرو است.

### تغییرات قوانین
- مسئولان سری ایندی‌کار روند استفاده از رانندگان جایگزین در روز مسابقه را شفاف‌سازی کردند. این اقدام عمدتاً در جهت وضعیت کایل لارسون در تیم ارو مک‌لارن انجام شده است، که قرار است برای دومین بار تلاش کند «دوگانه» (Double Duty) را انجام دهد (حضور در مسابقه ایندی ۵۰۰ و کوکاکولا ۶۰۰ از سری مسابقات نسکار در یک روز). اگر تیمی راننده جایگزین اعلام کند، آن راننده باید در همان خودرو آزمون تجدید نظر را بگذراند و تغییرات تنظیمات خودرو باید حداقل باشد. در صورتی که راننده جایگزین در روز مسابقه استفاده شود، خودرو به انتهای خط استارت (ردیف ۳۳) منتقل خواهد شد.[۷]
- به هر خودرو اجازه داده شده است که در کل رویداد از ۳۲ ست تایر استفاده کند، به علاوه ۸ ست تایر اضافی برای استفاده در تمرینات آزاد.[۸]

### اسپانسر
در تاریخ ۲۵ مه ۲۰۲۲ اعلام شد که شرکت خدمات مالی آنلاین Gainbridge یک قرارداد چندساله برای تمدید حمایت مالی خود به عنوان اسپانسر اصلی ایندیاناپولیس ۵۰۰ به امضا رسانده است. مدت زمان این تمدید اعلام نشده است. این سال سومین سال اجرای این قرارداد فعلی خواهد بود. Gainbridge در ابتدا قراردادی چهار ساله از سال ۲۰۱۹ تا ۲۰۲۲ امضا کرده بود.

### سری ایندی‌کار ۲۰۲۵
مسابقه ایندیاناپولیس ۵۰۰ سال ۲۰۲۵، ششمین مسابقه از سری ایندی‌کار فصل ۲۰۲۵ خواهد بود. الکس پالو در چهار مسابقه از پنج مسابقه اول فصل به پیروزی رسیده است، از جمله مسابقات سنت‌پترزبورگ، ترمال کلاب، آلاباما و جایزه بزرگ سونسیو. تنها مسابقه‌ای که پالو موفق به کسب پیروزی نشده است، مسابقه لانگ بیچ بود که توسط کایل کرکوود برده شد (پالو در آن مسابقه در جایگاه دوم قرار گرفت). پالو در جدول قهرمانی با اختلاف ۹۷ امتیاز نسبت به کرک‌وود در صدر جدول امتیازات قهرمانی قبل از مسابقه ایندیاناپولیس ۵۰۰ قرار دارد.

## فهرست ورودی

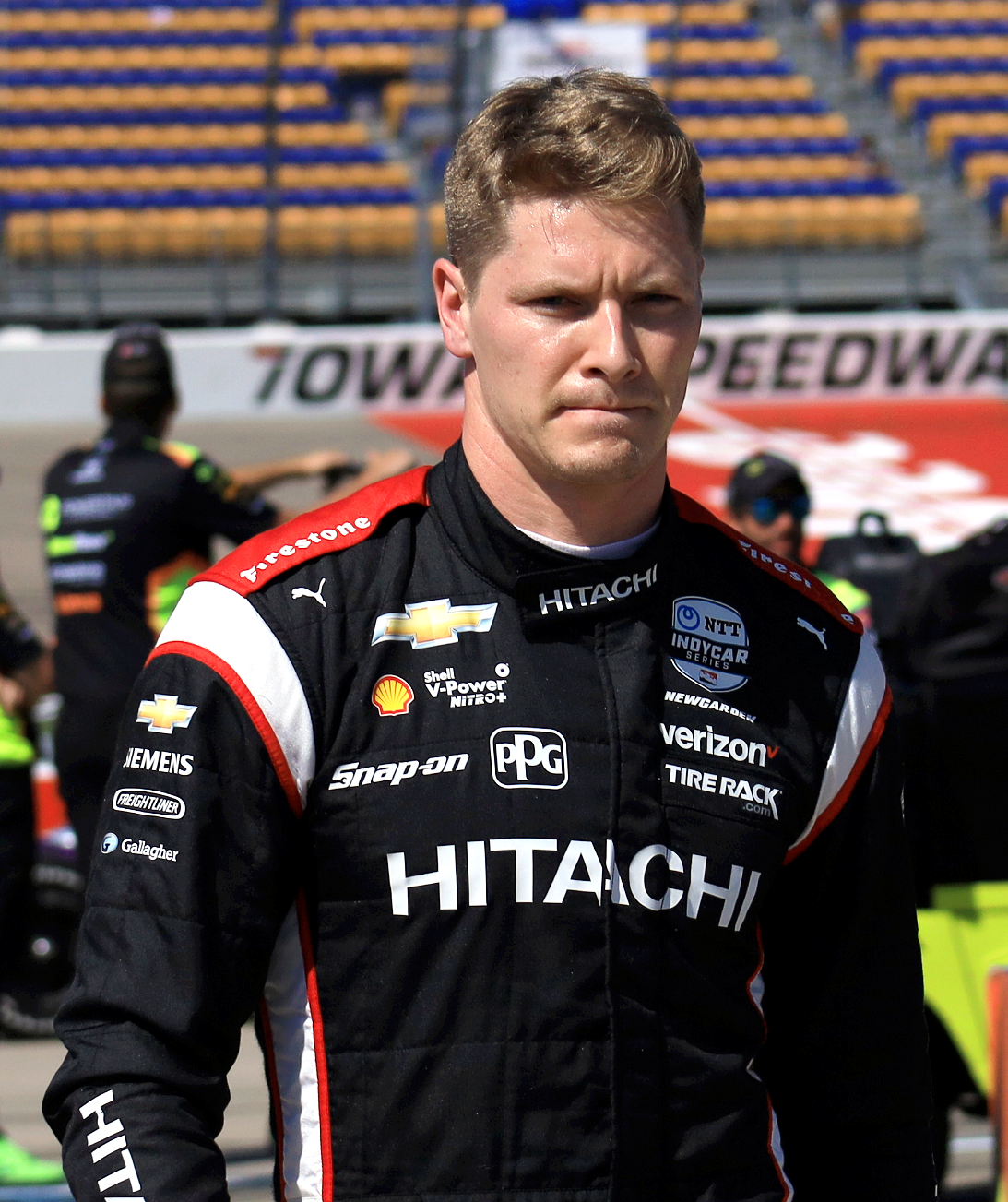
جوزف نیوگاردن (تصویر مربوط به سال ۲۰۲۲) به عنوان قهرمان دو دوره قبلی وارد این مسابقه می‌شود، او در سال‌های ۲۰۲۳ و ۲۰۲۲ به پیروزی رسیده است.

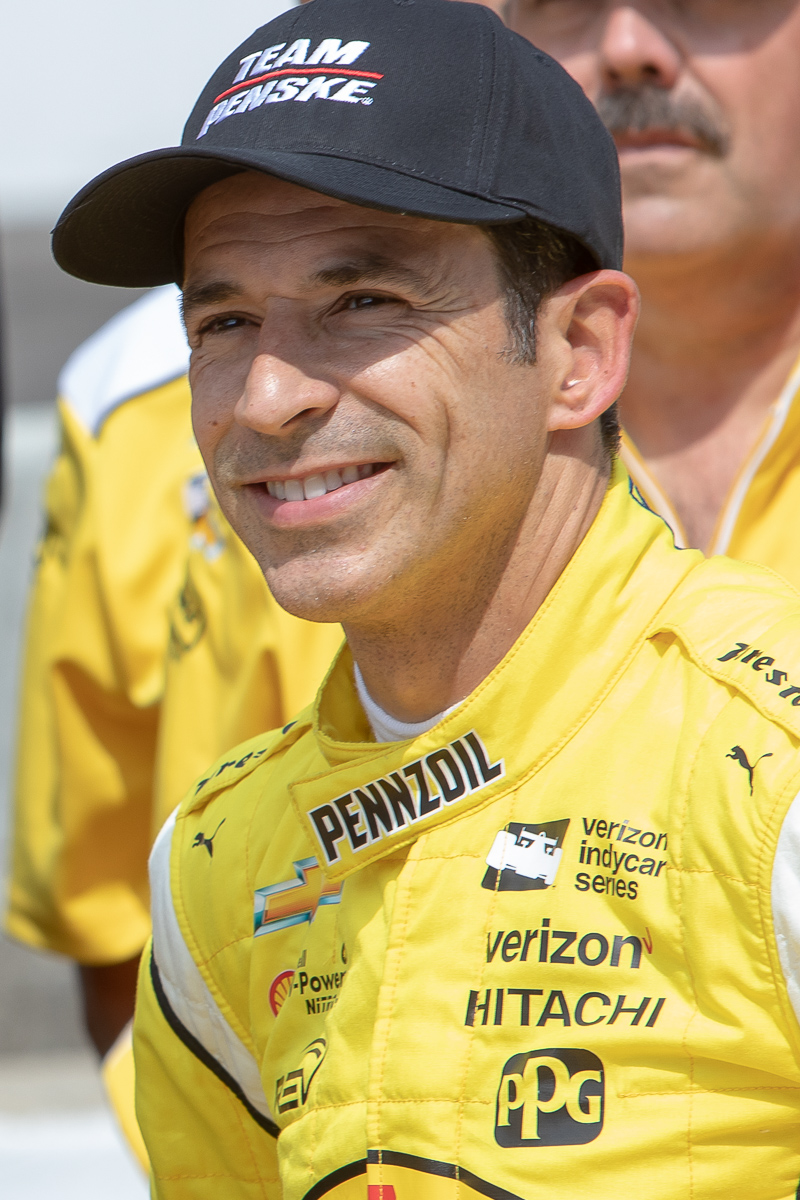
هلیو کاسترونوس (تصویر مربوط به سال ۲۰۱۸)، که چهار بار در این مسابقه به پیروزی رسید است، با ۲۴ حضور قبلی بیشترین تعداد شروع در میان رانندگان این دوره را دارد.